# Алоей
Алоей (дав.-гр. Ἀλωεύς, грец. Aloeus) — у давньогрецькій міфології гігант, син Посейдона і Канаки, старшої дочки Еола. Був одружений з Іфімедією, дочкою фессалійського царя Тріопа, а пізніше — з Ерибеєю. Від першого шлюбу мав сина Салмонея, а від другого — братів-велетнів Ота й Ефіальта, більш відомих як Алоади.
За Гомером саме Ерибея, жінка Алоея, розповіла богам Олімпу, що От і Ефіальт полонили Арея, за що Алоей зняв з неї шкіру живцем.
В «Енеїді» Вергілія сини Алоея були знайдені в підземному світі, і там Еней бачить, як їх карає Радамант. Ця сцена з Вергілія була попередником зображення пекла Данте. Вважається, що Алоей заснував місто Алус в Етолії.
Не плутати з міфічним персонажем Алойєм, сином бога Геліоса та Перси, братом Перса та Аета; правителем Асопії, батьком Епопея.